# Sete Clássicos Militares
Os Sete Clássicos Militares (chinês tradicional: 武經七書, chinês simplificado: 武经七书, pinyin: Wǔjīngqīshū, Wade–Giles: Wu ching ch'i shu) são sete importantes textos militares da antiga China, entre os quais se encontra A Arte da Guerra, de Sun-Tzu. Tais textos foram canonizados com esse nome no século 11 d.C. e, a partir da Dinastia Song, passaram a integrar a maioria dos leishu militares. O imperador Shenzong, sexto imperador da Dinastia Song, decidiu quais textos seriam incluídos nessa antologia em 1080. Para oficiais imperiais, alguns ou todos esses trabalhos eram leitura obrigatória para que pudessem ser promovidos, tal como o requisito para todos os burocratas conhecerem a obra de Confúcio. A Arte da Guerra chegou a ser traduzida no tangute com comentários.

## Lista
De acordo com Ralph D. Sawyer e Mei-chün Sawyer, responsáveis por uma das traduções mais recentes, os Sete Clássicos Militares são:
- Seis Ensinamentos Secretos, de Jiang Ziya (Taigong)
- Os Métodos de Sima (também conhecido como A Arte da Guerra de Sima Rangju)
- A Arte da Guerra, de Sun Tzu
- Wuzi, de Wu Qi
- Wei Liaozi
- Três Estratégias de Huang Shigong
- Perguntas e Respostas entre o Imperador Taizong e Li Weigong

Não se conhecem outras variações da antologia que troquem qualquer um dos membros. No entanto, os próprios textos tiveram múltiplas versões, especialmente A Arte da Guerra, que conta com várias dezenas de traduções para o inglês apenas no século 20.
Apesar de haver destaque para textos militares no Yi Zhou shu, nenhum dos capítulos da antologia foi considerado clássico.

## Influência
Muitas antologias diferentes surgiram ao longo dos séculos, com distintas anotações e análises de estudiosos, resultando nas versões atuais em publicações ocidentais. O Imperador Kangxi, da Dinastia Qing, comentou sobre os sete clássicos militares, dizendo: “Eu li todos os sete livros; alguns de seus conteúdos não são necessariamente corretos e há coisas supersticiosas que podem ser usadas por pessoas más.”
Membros do Partido Comunista da China também estudaram esses textos durante a Guerra Civil Chinesa, assim como diversos estrategistas militares europeus e norte-americanos.
A Arte da Guerra era estudada por clãs japoneses em guerras civis, como a Guerra Genpei, o Sengoku Jidai e a Guerra Boshin no Japão.
Vários textos militares chineses, como Su Shu, San Liu, Seis Ensinamentos Secretos e A Arte da Guerra, foram traduzidos para o idioma manchu. Os manchus utilizavam traduções manchus do romance chinês Romance dos Três Reinos para aprender estratégia militar.